# Henrik Ruse

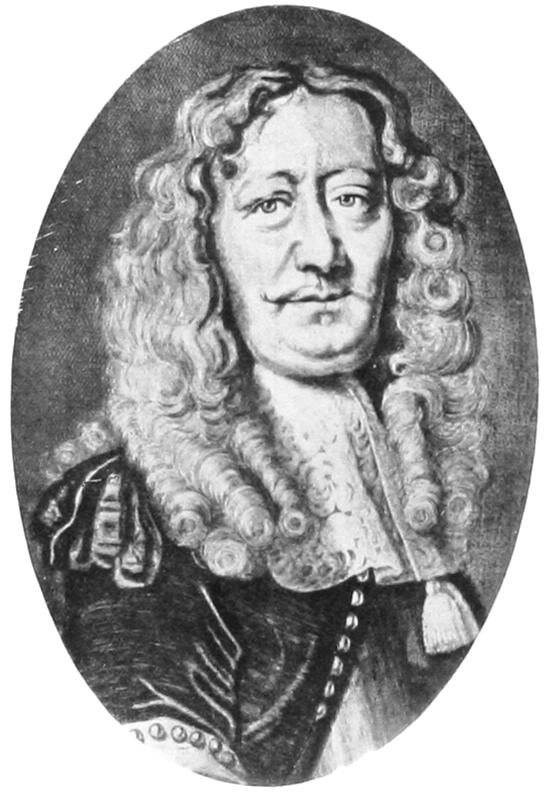
Henrik Ruse

Henrik Ruse, später Baron Henrik Rysensteen, (gelegentlich auch Henri, Hendri(c)k, Rüse oder Rusius genannt; * 9. April 1624 in Ruinen in der Provinz Drenthe; † 4. März 1679 in Sauwerd bei Groningen) war ein niederländischer Festungsbaumeister. Er gilt als der wichtigste Mitbegründer der damals führenden niederländischen Festungstechnik.

## Leben

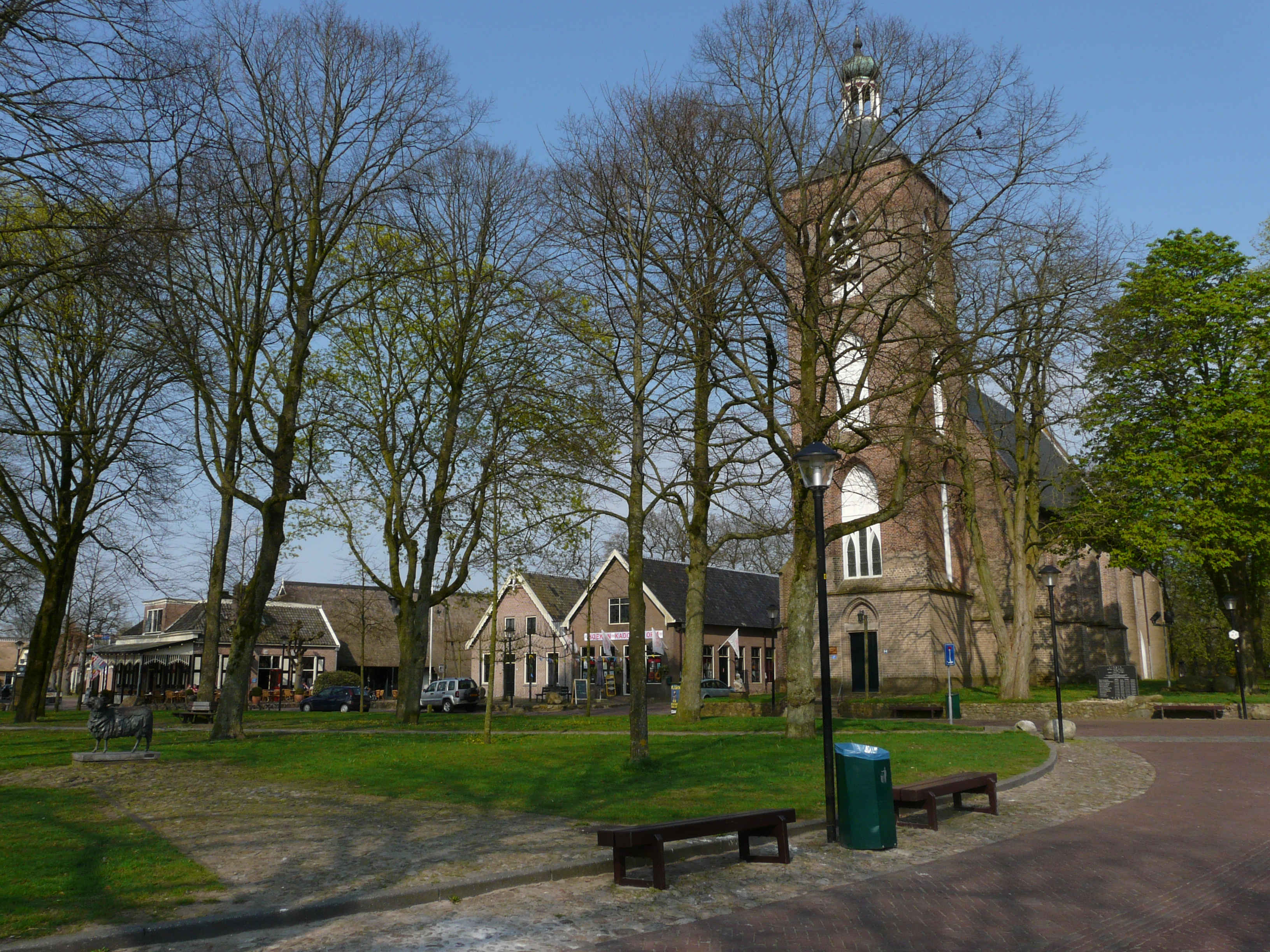
Kirche in Ruinen

Ruse stammte aus einer ostfranzösischen Hugenottenfamilie. Sein Vater Johannes Rusius (Veldhausen, 1591–1655) war seit 1618 Pfarrer in Ruinen und gründete das örtliche Gymnasium; sein Bruder Albert wurde Professor in Amsterdam und Leiden. 1639 begann Henri, im Alter von 15 Jahren, mit einer Ausbildung beim Militär und nahm an der Schlacht bei Freiburg im Breisgau, der Schlacht bei Alerheim und bei Philippsburg teil. 1646 ging er nach Bergamo und Venedig, und war unter General Leonardo Foscolo in Dalmatien und der Republik Ragusa tätig. Die Kriegszügen gegen die Turken gerieten bis Risan, Budva und Bar. Als Foscolo das Kommando in Candia (Heraklion) auf Kreta übernahm, kehrte Ruse 1651 nach Amsterdam zurück und schrieb sein Buch über Festungsbau und Mathematik. Er kritisierte die Pläne der Amsterdamer Bürgermeister Frans Banning Cocq, Johan Huydecoper van Maarsseveen, Cornelis Bicker und Nicolaes Tulp. In Amsterdam entwarf er ein Stadttor, das schon nach einigen Jahren zur Waage umgebaut wurde, sowie zwei Häuser am Keizersgracht. Außerdem war er unternehmerisch tätig, er kaufte einige Grundstücke in der Neustadt und importierte Baumstämme aus Norwegen.
Am 2. Juni 1654 hatte er in Amsterdam Susanna Dubbengiesser oder Toppengiesser aus Aachen geheiratet, die in Stockholm geboren wurde, als ihr Vater da Karriere machen wollte. In den folgenden Jahren wurden drei Töchter getauft: Maria, Anna Isabelle und Johanna Maria.

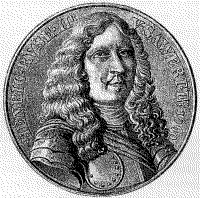
Henrik Ruse, Brustbild auf einer Medaille von 1660

1658 berief ihn Moritz von Nassau als kurfürstlichen Ingenieur nach Deutschland. Ruse wird damals seine Tätigkeit im Ausland vorbereitet haben, denn Moritz von Nassau hatte ihn um jene Zeit mit der Ausarbeitung von Plänen zur Befestigung von Kalkar und Lippstadt beauftragt. Ob Ruse auch am Berliner Festungsbau beteiligt war, ist ungeklärt, seine gleichzeitige Arbeit für die Zitadelle in Harburg im Auftrag von Herzog Christian Ludwig zu Braunschweig-Lüneburg ist hingegen unter anderem durch eine 1660 mit seinem Brustbild geschlagene Medaille belegt.
Im gleichen Jahr 1660 erhielt Ruse von Moritz von Nassau 3.000 Taler Anzahlung für den Baufortschritt der Kalkarer Zitadelle, die trotz des Widerstands der Bürger 1667 vollendet wurde. Diese indes niemals in Betrieb genommene und nach wenigen Jahren schon wieder abgetragene Anlage hatte den Kurfürsten enorme Summen gekostet. Allein die Kosten der Erdarbeiten wurden von Ruse 1657 auf 40.000, 1658 auf 64.000 und 1661 auf 94.000 Taler veranschlagt. Trotz der hohen Baukosten verzögerten sich die Arbeiten erheblich. 1663 ist in einem Schreiben des Statthalters an den Kurfürsten von 11.000 Talern zur Abfindung Ruses die Rede: „Damit dieser die Festung dies Jahr ganz fertig liefern möge, wie er denn schuldig ist und solches zu praestiren sich verobligirt hat.“ Und die „Instruction für den Statthalter“ vom 14. Januar 1664 bemerkt unter No. 7, dass „der Ingen. Ruse zur Vollendung der Citadelle in Calcar anzuhalten“ sei.

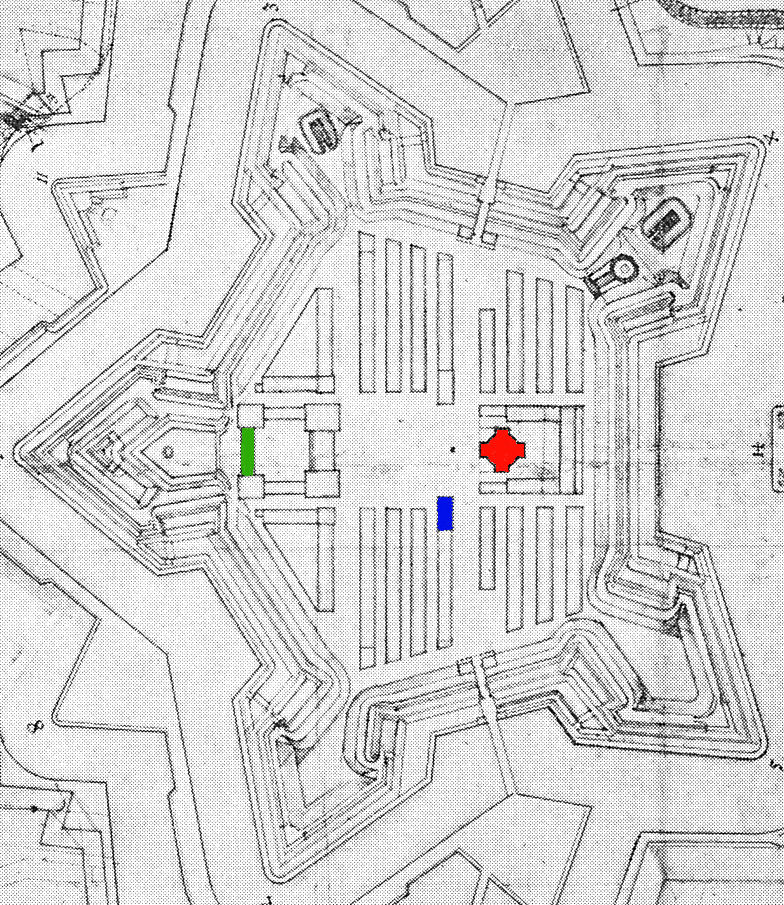
Grundplan der Zitadelle in Kopenhagen von Henrick Ruse mit Lage der Kastelenkirke

Die Arbeitsverzögerungen sind vermutlich darauf zurückzuführen, dass Ruse 1660 zusätzlich auch noch in die Dienste König Friedrichs III. von Dänemark eintrat, um die Befestigung Kopenhagens und den Bau der Festung Friedrichsort zu leiten und künftig in dänischen Diensten als Generalmajor und Generalinspekteur der dänischen Festungen zu wirken. Von 1669 bis 1673 führte er den Bau der Festung Rendsburgs durch. 1673 wurde ihm von König Christian V. für seine Verdienste der Titel „Baron von Rusenstein“ verliehen, er wurde Ritter des Dannebrogordens und Freiherr von Abierg, Ustrop und Glut.
Auch in Dänemark war er unternehmerisch tätig und beteiligte sich am Transport von Ochsen von Jütland und Mecklenburg nach Holland auf dem Ochsenweg. Er wurde Kommandant in Glückstadt, stritt sich aber mit dem dänischen Reichsfeldherrn Hans Schack und wurde nach Trondheim versetzt. 1677 beteiligte er sich am Schonischen Krieg, wobei er über die Lagebeurteilung bei Landskrona mit von Goltz in Streit geriet. Der dänische, in russischen Diensten stehende Forschungsreisende Vitus Bering schrieb über Ruse ein Gedicht.
Ruse starb am 4. März 1679 auf seinem Landgut Onstaborg zu Sauwerd bei Groningen, im Alter von nur 54 Jahren. Er, seine Mutter Euphemia van Katwijk (Ketwich) und seine Gemahlin Susanna Baronesse von Rusenstein liegen in der Kirche jenes Dorfes begraben. Sein Schwiegersohn Christian Juel-Rysensteen erbte das Landgut bei Ringkøbing.
Eine Kirche in Hoogeveen ist vermutlich von ihm entworfen.

## Werke
1654 erschien bei Joan Blaeu sein Leitwerk Versterckte Vesting, uitgevonden in velerley voorvallen, en geobserveert in dese laeste oorloogen, soo in de Vereenigde Nederlanden als in Vranckryck, Duyts-land, Italiën, Dalmatiën, Albaniën en die daar aengelegen landen (Verstärkte Festung).
1671 verfasste er eine Denkschrift über die Festungen Dänemarks „Aenwysinge der misverstanden van G. Melder, begaen in sijne Instructie van de fortificatien, in welck hy de sustenuen van H. Ruse in 't verstercken der hedendaeghsche fortificatien, pooght te wederleggen.“ (Zurückweisung der Missverständnisse des G. Melder in seinen Instruktionen zur Fortifikation, in denen er die Ansichten von H. Ruse in der Verstärkung der heutzutage üblichen Fortifikation zu widerlegen sucht).